# Тшпйоли
Тшпйоли (пол. Trzpioły) — село в Польщі, у гміні Ойжень Цехановського повіту Мазовецького воєводства.
Населення — 32 особи (2011).
У 1975-1998 роках село належало до Цехановського воєводства.

## Демографія
Демографічна структура станом на 31 березня 2011 року:
|          | Загалом | Допрацездатний вік | Працездатний вік | Постпрацездатний вік |
| -------- | ------- | ------------------ | ---------------- | -------------------- |
| Чоловіки | 16      | 2                  | 14               | 0                    |
| Жінки    | 16      | 5                  | 6                | 5                    |
| Разом    | 32      | 7                  | 20               | 5                    |